# Batracomorphus lucalensis
Batracomorphus lucalensis är en insektsart som beskrevs av Quartau 1981. Batracomorphus lucalensis ingår i släktet Batracomorphus och familjen dvärgstritar. Inga underarter finns listade i Catalogue of Life.